# Poteriophorus
Poteriophorus är ett släkte av skalbaggar. Poteriophorus ingår i familjen Dryophthoridae.

## Dottertaxa tillPoteriophorus, i alfabetisk ordning[1]
- Poteriophorus albiventris
- Poteriophorus andamanensis
- Poteriophorus angulicollis
- Poteriophorus bilineatus
- Poteriophorus bowringi
- Poteriophorus congestus
- Poteriophorus elegans
- Poteriophorus fuscovarius
- Poteriophorus imperatrix
- Poteriophorus isabellinus
- Poteriophorus javanicus
- Poteriophorus lugubris
- Poteriophorus malayanus
- Poteriophorus monilifasciatus
- Poteriophorus nesaeus
- Poteriophorus niveus
- Poteriophorus nobilis
- Poteriophorus ochreatus
- Poteriophorus opacus
- Poteriophorus ornatus
- Poteriophorus plagiatus
- Poteriophorus regulus
- Poteriophorus sellatus
- Poteriophorus stellatus
- Poteriophorus uhlemanni
- Poteriophorus vandepolli
- Poteriophorus vittatus